# اليكساندر راينو
اليكساندر راينو (21 يونيو 1986 بباريس في فرنسا - ) (بالفرنسية: Alexandre Raineau)‏ هو لاعب كرة قدم فرنسي في مركز الدفاع. شارك مع منتخب فرنسا تحت 17 سنة لكرة القدم ومنتخب فرنسا تحت 18 سنة لكرة القدم ومنتخب فرنسا تحت 20 سنة لكرة القدم ومنتخب فرنسا تحت 21 سنة لكرة القدم. أما مع النوادي، فقد لعب مع نادي كاين ونادي ليبورن.

## وصلات خارجية
- اليكساندر راينو على موقع رابطة كرة القدم الفرنسية للمحترفين (الإنجليزية)
- اليكساندر راينو على موقع قاعدة بيانات كرة القدم.إي يو (الإنجليزية)
- اليكساندر راينو على موقع Soccerway.com (الإنجليزية)
- اليكساندر راينو على موقع AS.com (الإسبانية)